# Fykoerythrin
Fykoerythrin je doprovodný fotosyntetický pigment (barvivo) patřící mezi fykobiliny. Vyskytuje se na povrchu thylakoidů. Slouží k absorpci a přenosu sluneční energie (fotonů) do reakčních center - chlorofylu. Schopnost fotosyntetizovat má již při nízké úrovni osvětlení.
Jeho barva je červená. Vyskytuje se například u sinic, skrytěnek a ruduch. Je rozpustný ve vodě. Pokud se vyskytuje ve větším množství, může určovat výsledné zabarvení organismu.